# Philo Farnsworth

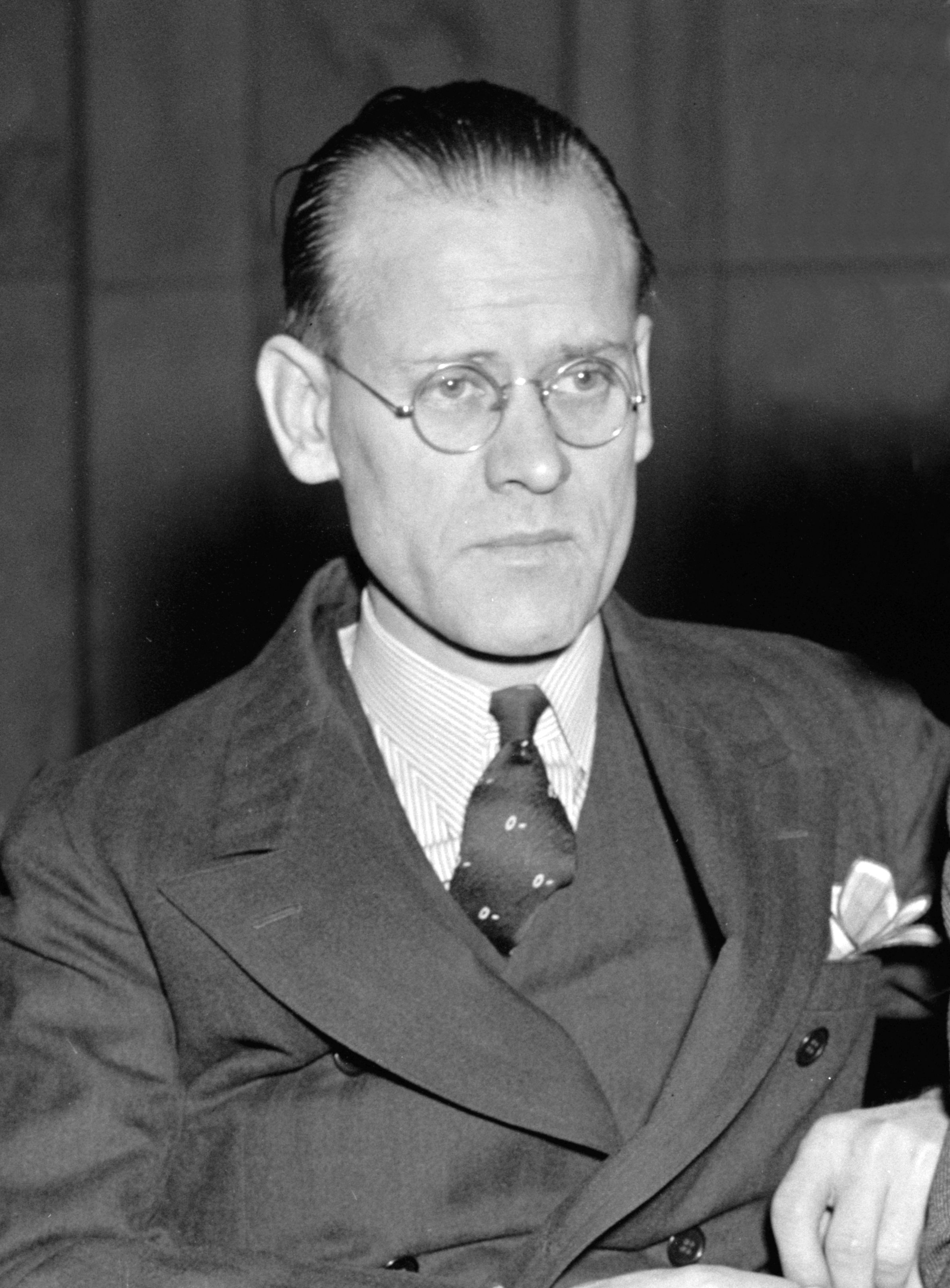
Philo Farnsworth

Philo Taylor Farnsworth (* 19. August 1906 in Indiana Springs in der Nähe von Beaver im US-Bundesstaat Utah; † 11. März 1971 in Holladay) war ein amerikanischer Erfinder, hauptsächlich auf dem Gebiet der Fernsehtechnik. 

## Die frühen Jahre
Philo T. Farnsworth wurde in einer Blockhütte in Indiana Springs, Utah, in einer Mormonenfamilie geboren. Seine Eltern waren Lewis Edwin und Serena Amanda (geb. Bastian) Farnsworth. Er trug den Namen seines Großvaters väterlicherseits, der das Holzhaus 1856 errichtet hatte, als die Mormonen das Land besiedelten. Zwölf Jahre später zog die Familie nach Rigby, Idaho, Farnsworths Vater arbeitete dort als Rancher. Die nächste Schule lag vier Meilen entfernt. Der junge Philo legte den Weg zu Pferd zurück. Man lebte in einfachen Verhältnissen, hatte aber zum ersten Mal Elektrizität im Haus. Auf dem Dachboden des Hauses fanden sich Zeitschriften über Elektrotechnik und Elektronik – für Farnsworth jun. eine völlig neue Welt, die ihn sofort faszinierte.
Er konnte einen seiner Lehrer dafür gewinnen, ihm Spezialunterricht zu geben und durfte einen Kurs für ältere Schüler besuchen. Sehr bald, noch als Zwölfjähriger, lieferte er ein Beispiel für seine außergewöhnlich frühe technische Begabung. Statt, wie üblich, die häusliche Wäsche in einer mechanischen Waschmaschine mühsam von Hand zu bewegen, konstruierte er einen Elektromotor und schloss ihn an das Gerät an. Mit 14, heißt es, inspirierten ihn die parallelen Furchen eines Kartoffelackers zu der Vorstellung, wie man Bilder übertragen könnte – Zeile für Zeile, mit einem Kathodenstrahl in Kamera und Bildröhre. Genau nach diesem Prinzip funktionierte später das Fernsehen.
Seinem High-School-Lehrer Justin Tolman malte er ein recht komplexes Blockschaltbild zum Thema Fernsehen an die Tafel und fragte ihn nach seiner Meinung. Farnsworth konnte nach nur zwei Jahren auf der High School zur Brigham Young University in Provo, Utah wechseln. Zu dieser Zeit lernte er 1924 Elma „Pem“ Gardner (1908–2006) kennen, die er am 27. Mai 1926 heiratete und mit der er zwei Söhne hatte, Philo T. Farnsworth III (1929–1987) und Kenneth Gardner Farnsworth (1931–1932). Nach zwei Jahren musste er das Studium abbrechen, weil sein Vater starb und die Mutter seine Hilfe brauchte. Er verdiente sein Geld mit Reparatur und Auslieferung von Radio-Geräten. 1927 zogen sie in die Nähe von San Francisco, wo er Geldgeber und Helfer gefunden hatte, die bereit waren, seine Fernseh-Experimente zu unterstützen.

## Erfindungen

### Fernsehen
1926 überzeugte der damals 19-jährige Farnsworth die Geldgeber George Everson und Les Gorrell von seiner Idee des Fernsehens, die ihm darauf 6000 US-Dollar zur Verfügung stellten. Farnsworth sicherte Ergebnisse innerhalb eines Jahres zu. Everson und Gorell sowie Freunde und Verwandte halfen ihm ununterbrochen bei der Umsetzung seiner Idee. 1927 nahm er seine erste Patentanmeldung vor. Die erste elektronische Kamera explodierte gleich beim ersten Test mit einem Totalschaden. Mit neuen Investoren musste Farnsworth von vorn beginnen. Am 7. September 1927 gelang Farnsworth in seinem Labor im Beisein seiner Geldgeber eine Demonstration der Übertragung eines Bildes auf rein elektronischem Wege. Ein Bild eines auf einen Zettel gemalten und vor der Kamera bewegten Dollar-Zeichens $ wurde übertragen und etwa briefmarkengroß wiedergegeben. Farnsworth kommentierte nüchtern: „Bitte sehr: elektronisches Fernsehen“. Dies gelang 1926 jedoch bereits Takayanagi Kenjirō vor ihm, der somit das weltweit erste vollelektronische Übertragung von Bildern mit Elektronenstrahlröhren auf Sender- und Empfangsseite vorführte.
Neue Geldgeber wurden gefunden und die Arbeiten gingen voran. Im April 1930 besuchte sein größter Konkurrent Vladimir K. Zworykin Farnsworths Labor. Der naive Farnsworth erklärte ihm dabei seine Arbeit und Zworykin soll dabei gesagt haben: „Ich wollte, ich hätte das erfunden“. Zworykin hatte bei der Firma Westinghouse gearbeitet und 1923 ein Patent auf ein Ikonoskop angemeldet, war jedoch in Zwischenzeit zur Radio Corporation of America (RCA) gewechselt. Zworykin konnte aber erst 1933 eine funktionierende Kameraröhre vorweisen, die weitgehend identisch war mit Farnsworths Konstruktion.
Der Erfolg brachte dem Erfinder kein Glück, sondern langjährige, ärgerliche Auseinandersetzungen mit dem mächtigen Konzern RCA. Die Geschäftspolitik der RCA bestand darin, den vielversprechenden Fernsehmarkt durch Ankauf aller einschlägigen Patente zu monopolisieren, um später am Verkauf von Lizenzen für die Geräteherstellung zu verdienen. Farnsworth aber wollte seine Erfindung selbst verwerten. Die RCA bestritt ihm das Recht dazu, mit Verweis auf ihr Patent von 1923. Der Prozess, von der RCA mit viel Geld und vielen Anwälten geführt, zog sich über Jahre und durch mehrere Instanzen hin. Schließlich gewann Farnsworth und die RCA musste sich bereitfinden, Lizenzgebühren zu zahlen. Ausschlaggebend war wohl die Aussage eines früheren Lehrers und dessen genaue Erinnerung an eine Konstruktionszeichnung, mit der ihm Farnsworth als 15-Jähriger seine Ideen verdeutlicht hatte.
1931 setzte Farnsworth seine Arbeit bei der Firma Philco fort. Im März 1932 starb sein jüngerer Sohn Kenneth im Alter von 14 Monaten, jedoch war Farnsworth so unter Druck, dass er seine Frau Pem alleine mit der Leiche im Gepäck zur Beerdigung zurück in die Heimat schicken musste. Das daraus entstandene Zerwürfnis mit seiner Frau führte dazu, dass er Philco verließ.
Am Franklin Institute in Philadelphia fand im August 1934 eine öffentliche Vorführung des Fernsehsystems von Farnsworth statt. Das Interesse war riesig, jedoch passten in den Vorführraum nur rund 50 Personen. Die Bildschirmdiagonale des runden Bildschirmes betrug etwa 30 cm.
Im anhaltenden Patentstreit durfte Farnsworth keine Fernsehgeräte bauen und verkaufen. Farnsworth kam mit dieser Situation nicht zurecht und wurde zum Alkoholiker.
Das United States Patent Office bestätigte 1935 Farnsworth im Streitfall #64,027 gegen RCA als Erfinder.
Von 1933 bis 1938 gab es sogar die „Farnsworth Television, Inc.“ Unglücklicherweise war das Fernsehen während des Zweiten Weltkriegs militärischen Nutzungen vorbehalten, und Farnsworths Patente liefen 1947 schon aus, so dass er sie nicht mehr auswerten konnte. Es gab zwar Zahlungen von RCA für die Patente, reich wurde Farnsworth jedoch nie. Zudem propagierte die RCA immer noch sich selbst und ihren Techniker Zworykin als eigentlichen Erfinder des Fernsehens. Aber das Konzept der Kathodenstrahlröhre, wie es sich aus Farnsworths Arbeiten entwickelte, beherrschte die Herstellung von Fernseh- und ähnlichen Anzeigegeräten bis in das späte 20. Jahrhundert, als neue Technologien hinzukamen.

### Kernfusion und anderes
Ab 1949 gab Farnsworth alle Projekte in Verbindung mit dem Fernsehen auf und widmete sich der Erforschung der Kernfusion. Sein Fusor unterschied sich wesentlich von den üblichen Systemen, bei denen magnetisch eingeschlossenes Plasma langsam erhitzt wurde. Farnsworth entwickelte eine Art Ionenkanone, die weniger kompliziert arbeitete und tatsächlich eine Kernfusion auslösen konnte, wenn auch nur mit sehr geringer Ausbeute. Als der Fusor in den späten 1960er Jahren der Fachwelt vorgestellt und patentiert wurde, war dies die erste Vorrichtung, mit der ein kontrollierter Fusionsvorgang eindeutig nachweisbar war. Von der Kernfusion erhoffte man sich damals eine schnelle und endgültige Lösung aller Energieprobleme, doch an der praktischen Umsetzung sind bislang alle Versuche dieser Art gescheitert. Der Fusor wurde allerdings in modifizierter Form wiederholt von verschiedenen Institutionen aufgebaut, um seine Brauchbarkeit als Neutronenquelle zu untersuchen.
Farnsworth erfand noch zahlreiche andere Geräte und Bauteile, die in der Fernsehtechnik, in Radaranlagen, im amerikanischen Raketenfrühwarnsystem und in U-Boot-Detektoren Verwendung fanden, darüber hinaus ein Elektronenmikroskop, einen Brutkasten für Babys und ein Gastroskop.

## Die späten Jahre

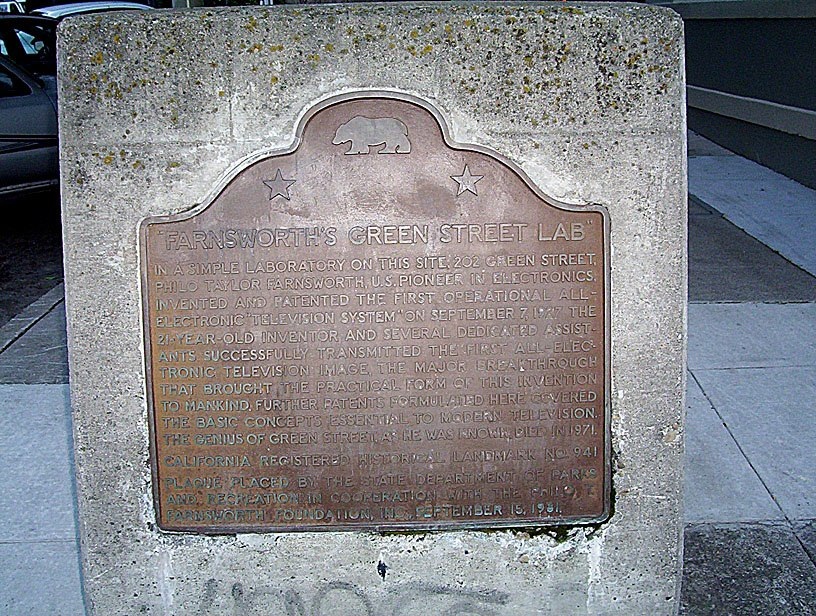
Ehrentafel in San Francisco

Farnsworth hatte mit dem Fernsehen idealistische Hoffnungen verbunden. Er sah es als Lehrmittel, mit dessen Hilfe der Analphabetismus besiegt werden würde, das Eltern und Kinder im gemeinsamen Lernen verbinden könnte; durch die Anschauung fremder Länder und Sitten würde die Völkerverständigung gefördert, Kriege wären überflüssig. Die Realität zerstörte diese Illusionen. Farnsworth verfiel in Depression und Alkoholkrankheit, bekam einen Nervenzusammenbruch, wurde stationär behandelt, zeitweilig auch mit Elektroschocks. 1947 wurden sein Haus in Maine und sein Labor bei einem Brand zerstört. Entmutigt und kraftlos wandte er sich von dem bisherigen Hauptthema seines Arbeitslebens ab. Später, als seine Gesundheit wieder hergestellt war, beschäftigte er sich mit anderen Problemen. In seiner Familie gab es kein Fernsehgerät, seinem Sohn Kent erklärte er zum Fernsehprogramm: „Es gibt dort nichts zu sehen, was es wert wäre, wir werden es in diesem Haushalt nicht anschauen und ich möchte nicht, dass es auf deinem intellektuellen Speiseplan erscheint.“ (There’s nothing on it worthwhile, and we’re not going to watch it in this household, and I don’t want it in your intellectual diet).
Farnsworth starb mittellos am 11. März 1971 an Lungenentzündung in Holladay, einem Vorort von Salt Lake City. Selbst in den USA ist er heute fast vergessen. Wo er sein Labor in San Francisco hatte, erinnert eine kleine Ehrentafel an „Das Genie der Green Street“. In anderen Ländern werden vorrangig andere Namen mit der Entwicklung des Fernsehens verbunden – in Deutschland etwa die von Paul Nipkow, Ferdinand Braun und Manfred von Ardenne.

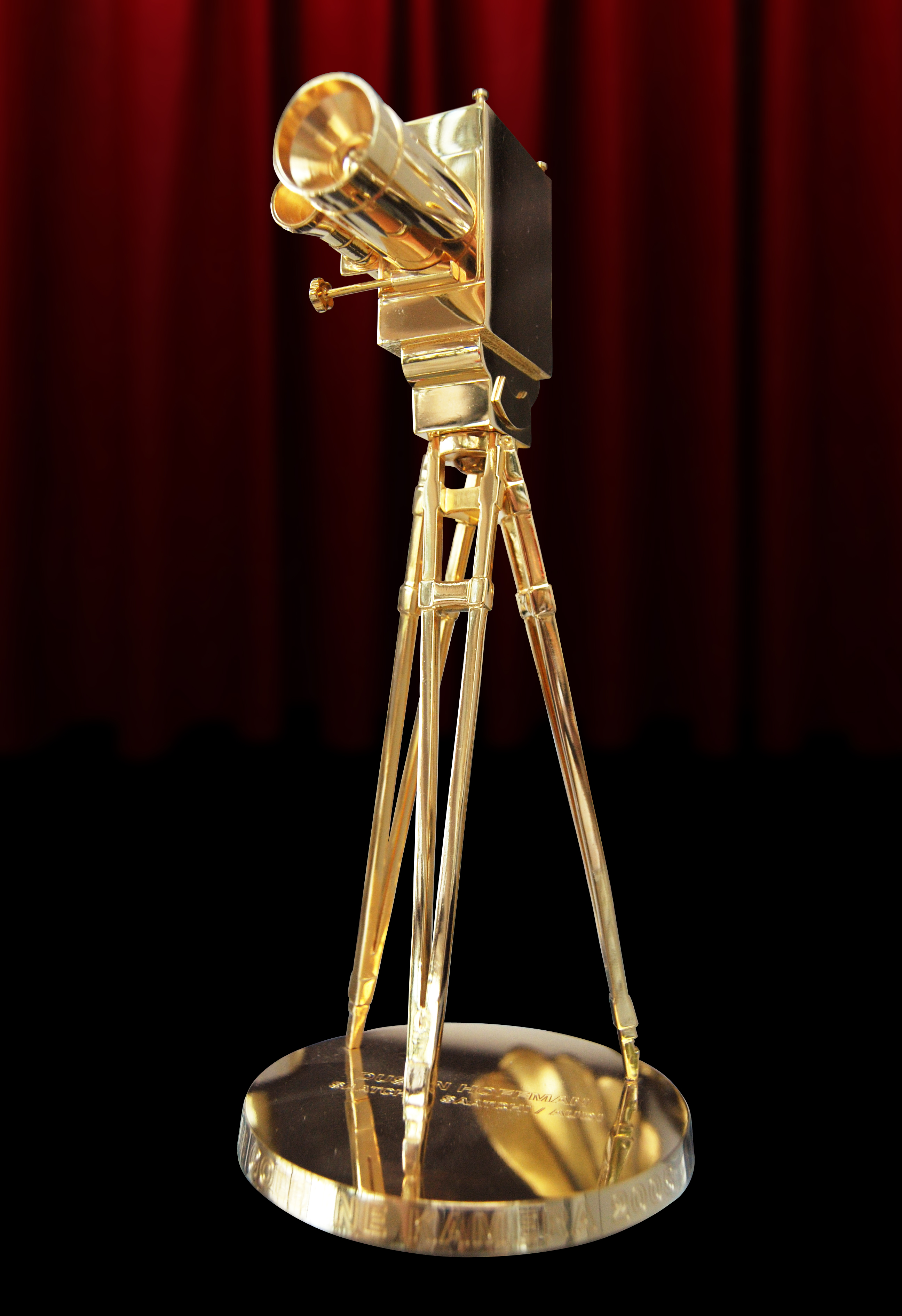
Die „Goldene Kamera“ von HÖRZU, Modell der Farnsworth-Kamera von 1936.

Der Fernsehpreis Goldene Kamera der Zeitschrift Hörzu ist ein Modell der Farnsworth-Kamera von 1936, die mit der von Farnsworth entwickelten Sondenröhre arbeitete.

## Trivia
Als Andenken an Farnsworth wurde ein Hauptcharakter aus der Trickfilmserie Futurama benannt. Professor Hubert J. Farnsworth spiegelt sowohl das technische Genie als auch eine gewisse Neigung zu schräg anmutenden Erfindungen (Mad Science) des Namensgebers wider.
Auch der amerikanische Drehbuchautor Aaron Sorkin würdigt Farnsworth in seinem Broadwaystück The Farnsworth Invention. Auch taucht Farnsworth in einer Folge von Sorkins Serie Sports Night in einer fiktiven Anekdote auf, in der Farnsworth Schwager Glasblasen lernt, um Farnsworth zu helfen.
In der TV-Science-Fiction-Serie Warehouse 13 werden kleine Handgeräte zur Videotelefonie der Hauptcharaktere verwendet, die (fiktiv) von Farnsworth erfunden wurden und nach ihm benannt sind. Darüber hinaus gibt es dort noch eine (ebenfalls fiktiv) von Farnsworth erfundene Kamera, welche Bilder über einen Holoprojektor abspielt.

## Patente
- Patent  US3258402: Electric discharge device for producing interactions between nuclei. Erfinder: P. T. Farnsworth.‌
- Patent  US3664920: Electrostatic containment in fusion reactors. Erfinder: P. T. Farnsworth.‌